# Selección femenina de baloncesto 3x3 de China Taipéi
La Selección femenina de baloncesto 3x3 de China Taipéi es el equipo formado por jugadoras de nacionalidad taiwanesa, que representa a la Asociación de Baloncesto de China Taipéi en las competiciones internacionales organizadas por la Federación Internacional de Baloncesto (FIBA): el Copa Mundial FIBA de Baloncesto 3x3 y el Campeonato FIBA Asia 3x3.

## Participaciones

### Campeonato FIBA Asia 3x3
| Año  | Sede                 | Posición     |
| ---- | -------------------- | ------------ |
| 2013 | Doha, Catar          | No clasificó |
| 2017 | Ulán Bator, Mongolia | No clasificó |
| 2018 | Shenzhen, China      | No clasificó |
| 2019 | Changsha, China      | No clasificó |

### Copa Mundial FIBA de Baloncesto 3x3
| Año  | Sede                    | Posición       |
| ---- | ----------------------- | -------------- |
| 2012 | Atenas, Grecia          | Fase de grupos |
| 2014 | Moscú, Rusia            | No clasificó   |
| 2016 | Cantón, China           | Fase de grupos |
| 2017 | Nantes, Francia         | No clasificó   |
| 2018 | Bocaue, Filipinas       | No clasificó   |
| 2019 | Ámsterdam, Países Bajos | No clasificó   |
| 2020 | Kiev, Ucrania           | No clasificó   |